# جوزيف برتشتولد
جوزيف برتشتولد (6 مارس 1897 - 23 أغسطس 1962) . هو أحد كبار أعضاء الحزب النازي وأحد مؤسسي كل من كتيبة العاصفة وقوات الأمن الخاصة النازية.
خدم في الحرب العالمية الأولى وارتقى إلى رتبة ملازم ثان في نهاية الحرب. في عام 1920 انضم إلى الحزب النازي. واعتبر انه أكثر ديناميكية من سلفه، لكنه كان لا يزال غير قادر على الحفاظ على منظمي الحزب. بعد ذلك استقال في عام 1927 وحل محله نائبه ارهارد هايدن.
بعد استقالته من منصب قائد قوات الأمن الخاصة، أمضى بيرشتولد الكثير من وقته في الكتابة للمجلات والصحف النازية. نجا من الحرب لكن الحلفاء اعتقلوه. أطلق سراح بيرشتولد فيما بعد وتوفي في عام 1962 وكان آخر شخص على قيد الحياة يحمل رتبة قائد القوات الخاصة النازية والوحيد الذي نجا من الحرب العالمية الثانية.